# 埃氏線紋鯿
埃氏線紋鯿（学名：Nematabramis everetti）为輻鰭魚綱鯉形目鲤科線紋鯿屬的其中一種，該物種主要分布於亞洲婆羅洲，體長可達10.5公分，棲息在中底層水域。